# Kropfersberg
Kropfersberg ist ein Gemeindeteil der Gemeinde Altenthann im Landkreis Regensburg (Oberpfalz, Bayern).

## Geografische Lage
Die Einöde Kropfersberg liegt in der Region Regensburg, ungefähr vier Kilometer nördlich von Altenthann.

## Geschichte
Kropfersberg (auch: Krapfersberg) wurde 1599 erstmals schriftlich erwähnt. Über Kropfersberg hatte Donaustauf die landesfürstliche Obrigkeit. Die Pfarrkirche Pettenreuth war Grundherr von Kropfersberg. Die Vogteirechte über Kropfersberg gehörten zur Hälfte dem Schloss Kürn und zu je einem Viertel den Schlössern Hauzendorf und Hauzenstein. Dies wurde so gehandhabt, dass der Hofmarksherr von Kürn 6 Jahre und die Inhaber der beiden anderen Schlösser je drei Jahre die Niedergerichtsbarkeit ausübten. Wenige Jahre später konnte das Landgericht Donaustauf alle Gerichts- und Herrschaftsrechte über Kropfersberg an sich bringen.
Zum Stichtag 23. März 1913 (Osterfest) gehörte Kropfersberg zur Pfarrei Pettenreuth und hatte ein Haus und 5 Einwohner.
Am 31. Dezember 1990 hatte Kropfersberg einen Einwohner und gehörte zur Pfarrei Pettenreuth.